# Carcheto-Brustico
Carcheto-Brustico (kors. Carchetu è Brusticu) – miejscowość i gmina we Francji, w regionie Korsyka, w departamencie Górna Korsyka.
Według danych na rok 1990 gminę zamieszkiwało 19 osób, a gęstość zaludnienia wynosiła 4 osoby/km².